# Rio Itajaí-Açu

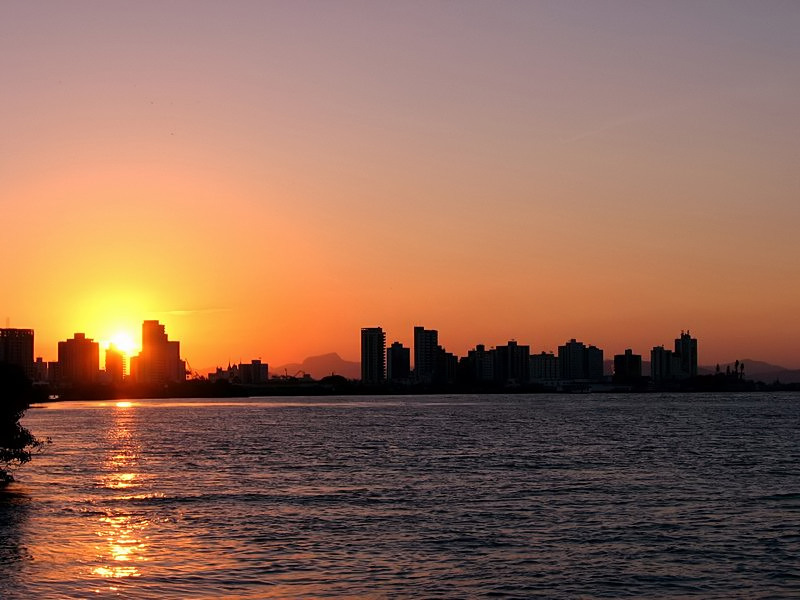
Coucher de soleil sur l'Itajaí-Açu à Itajaí.

Le rio Itajaí-Açu est un fleuve brésilien de l'État de Santa Catarina. Il se jette dans l'océan Atlantique. Sa vallée, appelée « vallée européenne », est connue pour son influence italienne et surtout germanique.
Les principales villes traversées par ce fleuve sont Blumenau et Itajaí, siège du principal port de l'État.
Le fleuve Itajaí-Açu est formé des rivières Itajaí do Oeste et Itajaí do Sul. Ces deux cours d'eau se rencontrent sur la municipalité de Rio do Sul. Ses principaux affluents sont le rio Itajaí do Norte (ou rio Hercílio), le rio Benedito et le rio Itajaí-Mirim.
Il est très réputé pour la pratique du rafting.